# Robert Fico
Robert Fico, slovaški politik, nekdanji in trenutni predsednik slovaške vlade, * 15. september 1964, Topoľčany, Češkoslovaška (danes Slovaška).
Fico ima v zgodovini Slovaške najdaljši staž na mestu predsednika vlade, vodil jo je že med 2006 in 2010 ter med 2012 in 2018. Ponovno je bil izvoljen leta 2023. Je ustanovitelj stranke Smer – socialna demokracija, ki jo tudi vodi. 
Leta 1992 je bil prvič izvoljen v parlament, naslednje leto pa je bil imenovan v češkoslovaško delegacijo parlamentarne skupščine pri Svetu Evrope. Njegova politična stališča so bila označena kot populistična.
Po parlamentarnih volitvah leta 2010 je Fico bil v opoziciji in bil njen neformalni vodja. Po izglasovanju nezaupnice vladi Ivete Radičove je stranka Fica zmagala na parlamentarnih volitvah 2012 in osvojila absolutno večino sedežev v parlamentu, sam pa je postal predsednik nove vlade. Leta 2013 je Fico napovedal svojo kandidaturo za predsedniške volitve leta 2014. V drugem krogu 29. marca 2014 je volitve izgubil proti svojemu političnemu tekmecu Andreju Kiski. Marca 2018 je Fico zaradi politične krize po umoru preiskovalnega novinarja Jána Kuciaka podal svoj odstop Kiski, ki je nato za sestavo nove vlade zadolžil podpredsednika vlade Petra Pellegrinija.
Med parlamentarnimi volitvami leta 2023 je Fico obljubljal, da bo prekinil vojaško podporo slovaški sosedi Ukrajini, ki jo je napadla Rusija. Njegova stranka Smer je z 22,95 % glasov zmagala na volitvah. Fico je oblikoval koalicijo s stranko Glas – socialna demokracija, ki so jo leta 2020 ustanovili Pellegrini in drugi bivši člani Ficove stranke, ter s Slovaško nacionalno stranko. 25. oktobra je začel svoj četrti mandat na čelu vlade. Ficova vlada je prekinila vojaško pomoč Ukrajini, povečala nadzor nad mediji in ukinila posebno tožilstvo za preiskovanje korupcije. Te poteze so sprožile množične proteste.
15. maja 2024 je bil Fico v poskusu atentata večrat ustreljen in hospitaliziran. Konec istega meseca je bil odpuščen v domačo oskrbo. Fico je kasneje izjavil, da je napadlcu odpustil.
Fico je v začetku leta 2025 skušal z grožnjami prisiliti Ukrajino v podaljšanje pogodbe za transport ruskega plina do Slovaške in odpotoval k Vladimirju Putinu. Ficova proruska, proti NATO in EU usmeritev je sprožila množične proteste, ki so zahtevali njegov odstop, sledil pa je tudi izstop Slovaške nacionalne stranke iz njegove koalicije.